# Пастушенко Петро Микитович
Петро Микитович Пастушенко (22 серпня 1905, місто Азов Області Війська Донського, тепер Ростовської області, Російська Федерація — квітень 1971, тепер Російська Федерація) — радянський діяч, голова виконавчого комітету Ростовської обласної ради. Депутат Верховної ради РРФСР 2-го скликання. Депутат Верховної ради СРСР 3-го скликання.

## Біографія
Народився в багатодітній родині шевця. У 1916 році закінчив початкову міську школу. З 1916 по січень 1917 року наймитував, працював пастухом у торгівця Барановського.
З січня 1917 по 1922 рік — складач Азовської міської друкарні. На початку 1920 року вступив до комсомолу, організував комсомольський осередок при друкарні та був його секретарем. У 1920 році був одним з організаторів комсомолу в Азові і прилеглих селах.
З 1922 по 1924 рік — обрізувач макухи державного олійного заводу № 13 в Азові.
Член РКП(б) з липня 1924 року.
У 1924—1925 роках — завідувач економічного відділу та відділу з роботи серед наймитської молоді Азовського районного комітету ВЛКСМ, завідувач хати-читальні в селі Кугей.
У травні 1925 — грудні 1926 року — секретар партійного осередку ВКП(б) в селі Олександрівка Азовського району.
У грудні 1926 — червні 1928 року — відповідальний секретар Азовського районного комітету ВЛКСМ.
У червні 1928 — листопаді 1929 року — відповідальний секретар Ставропольського окружного комітету ВЛКСМ.
У листопаді 1929 — листопаді 1932 року — інструктор, завідувач сектора культури Азово-Чорноморської крайової ради профспілок.
У листопаді 1932 — січні 1933 року — голова Азово-Чорноморської крайової спілки рибників.
У січні 1933 — березні 1934 року — заступник начальника політичного відділу машинно-тракторної станції (МТС) станиці Кримської Краснодарського краю.
У березні 1934 — січні 1935 року — начальник політичного відділу Кавалерської МТС Мечетинського району Азово-Чорноморського краю.
У січні 1935 — червні 1938 року — 2-й секретар, 1-й секретар Єгорлицького районного комітету ВКП(б) Ростовської області.
У липні 1938 — грудні 1941 року — директор радгоспу № 21 Азовського району Ростовської області.
З осені 1941 року — комісар винищувального батальйону народного ополчення Азова.
У січні 1942 — лютому 1943 року — заступник начальника політичного сектора Ростовського обласного земельного відділу; 1-й секретар Багаєвського районного комітету ВКП(б) Ростовської області.
У лютому 1943 — березень 1945 року — 2-й секретар Ростовського міського комітету ВКП(б).
У березні 1945 — грудні 1948 року — 2-й секретар Ростовського обласного комітету ВКП(б).
У 1947 році навчався на курсах при Вищій партійній школі при ЦК ВКП(б).
У грудні 1948 — червні 1950 року — голова виконавчого комітету Ростовської обласної ради депутатів трудящих.
25 червня 1950 — 20 січня 1952 року — 1-й секретар Ростовського обласного комітету ВКП(б).
У 1952—1953 роках — слухач Курсів перепідготовки при ЦК ВКП(б) (КПРС).
У 1953—1954 роках — завідувач Новгородського обласного відділу радянської торгівлі.
У 1954—1956 роках — заступник, у 1956—1961 роках — 1-й заступник голови виконавчого комітету Новгородської обласної ради депутатів трудящих.
З 1961 року — персональний пенсіонер.
Помер у квітні 1971 року.

## Нагороди
- орден Трудового Червоного Прапора
- медаль «За оборону Кавказу»
- медаль «За перемогу над Німеччиною у Великій Вітчизняній війні 1941—1945 рр.»
- медаль «За доблесну працю у Великій Вітчизняній війні 1941—1945 рр.»
- медаль «За відбудову вугільних шахт Донбасу»
- медалі